# Dmitry Dmítriyevich Sídor
Dimítry Dmítriyevich Sídor (Димитрий Дмитриевич Сидор), sacerdote ortodoxo, presidente del Soym (asamblea) de los Rusinos Transcarpatianos. 
Nació en la aldea de Lezóvitsa, distrito de Mukáchevo, Óblast de Transcarpatia, URSS el 29 de marzo de 1955. En 1971 se graduó de la Universidad de Úzhgorod y en 1982 de la Academia Eclesiástica de Moscú con el título Doctor de Teología.
Es el presidente de la división rusina de la Academia Ilustración Eslava Cirilo-Metodio, diputado del Consejo Regional de Transcarpatia, redactor del periódico "Jristiyanska Rodyna", presidente de la Sociedad Cirilo-Metodio de los Rusinos de Transcarpatia, miembro del Consejo de los Periodistas Ucranianos. Es el autor de más de 200 artículos dedicados a la historia de la Iglesia ortodoxa autónoma carpatorrusa (rusina) del Patriarcado Serbio en 1921-1945, a la defensa de los derechos de los rusinos, ecología de los Cárpatos, etc. Es el autor de la "Gramática del idioma rusino" y coautor del "Diccionario rusino-ucraniano-ruso". También es el organizador de más de 10 conferencias científicas, del V Congreso Mundial de los Rusinos en Úzhgorod (1999) y el Concilio Paneslavo en mayo de 2002. Es el superior de la iglesia del Cristo Salvador y la catedral de Exaltación de la Santa Cruz en Úzhgorod.
Los massmedia ucranianos denuncian que el sacerdote es el cabeza de los separatistas rusinos. El Servicio de Seguridad de Ucrania impulsó el sumario de carácter penal acerca de la actividad del Soym de los Rusinos Transcarpatianos bajo la acusación de separatismo.